# Katrin Hechler
Katrin Hechler (* 24. Juli 1969 in Bensheim) ist eine deutsche politische Beamtin (SPD). Seit Januar 2024 ist sie Staatssekretärin im Hessischen Ministerium für Arbeit, Integration, Jugend und Soziales.

## Leben
Hechler legte 1990 das Abitur am Goethe-Gymnasium in Bensheim ab. Ab 1990 studierte sie Volkswirtschaftslehre an der Ruprecht-Karls-Universität Heidelberg und der Johann Wolfgang Goethe-Universität Frankfurt am Main. Sie schloss das Studium 2001 mit dem Diplom ab. Von 1994 bis 1998 war sie Mitarbeiterin des Deutschen Roten Kreuzes im Landkreis Bergstraße im Bereich Fakturierung und Buchhaltung. Von 2000 bis 2013 war sie wissenschaftliche Mitarbeiterin und später Leiterin des Wahlkreisbüros des Landtagsabgeordneten Norbert Schmitt. Von 2014 bis zu ihrer Ernennung zur Staatssekretärin 2024 war sie hauptamtliche Kreisbeigeordnete des Hochtaunuskreises. Sie war als Dezernentin für die Bereiche Kommunales Jobcenter, Jugendamt, Frauen, Soziales, Senioren, Ausländeramt und Leitstelle Integration zuständig.
Hechler ist evangelisch, verheiratet und hat zwei Kinder. Sie lebt in Neu-Anspach.

## Politik
Hechler ist seit 1988 Mitglied der SPD. Seit 2019 ist sie Mitglied im Bezirksvorstand der SPD Hessen-Süd und Schatzmeisterin der SPD Hessen.
Von 1997 bis 2001 war Hechler Mitglied der Stadtverordnetenversammlung von Zwingenberg. Von 1997 bis 2013 war sie Mitglied des Kreistags des Landkreises Bergstraße, ab 2006 als Vorsitzende der SPD-Fraktion.
Seit dem 18. Januar 2024 ist Hechler Staatssekretärin im Hessischen Ministerium für Arbeit, Integration, Jugend und Soziales.

## Ehrenamt
Hechler war jahrelang bei der Naturfreundejugend aktiv. Sie ist seit 2017 Vorsitzende der Arbeiterwohlfahrt im Hochtaunuskreis und seit 2019 Vorsitzende der Sozialdemokratischen Gemeinschaft für Kommunalpolitik im Hochtaunuskreis.